# Baskijsko-algonkijski pidžin
Algonkinsko-baskijski pidžin bio je pidžin kojim su govorili baskijski kitolovci i razni algonkijski narodi.  Govorio se u blizini rijeke sv. Lovrijenca. Zadnji put je zabilježen oko 1710.
Postojale su tri skupine Prvih nacija koje su Baski razlikovali. Oni s kojima su imali dobre odnose bili su Montagnaisi i Irokezi. Također su poznavali i Inuite, koje su smatrali neprijateljima. Baski su njih nazivali Montaneses,  Canaleses tj. Esquimoas.

## Primjer riječi
| pidžin    | izvorni jezik                                | hrvatsko značenje |
| --------- | -------------------------------------------- | ----------------- |
| Normandia | Normandia (eu), 'Normandija'                 | francuski         |
| kir       | kir (mic)                                    | ti                |
| ania      | anaia (eu)                                   | brat              |
| capitana  | capitaina (eu), kapitaina na Euskara Batua   | kapetan           |
| endia     | andia (eu), handia na standardnom baskijskom | velik, golem      |
| chave     | chave (roa)                                  | znati             |
| keson     | gizona                                       | muškarac          |

## Utjecaj na toponomiju područja
Popis imena mjesta koja sadrže izraze iz algonskinsko-baskijskog pidžina:
- Exafaud-aux-basqes
- Todoussac
- Les esquomins
- Anse-aux-basques
- Cicchedec
- Port-au-chois (Portutxoa)
- Port-à-port (Opor-portu)
- Por-aux-basques
- Plazentzia
- Baratxoa
- Baye de Bizkaye
- Uli-Zulo
- Burua-Aundi
- Etxalde-portu
- Igarnatxoa
- Anton portu
- Barba Zulo
- Lobeeta
- Samaded
- Fortea Bay Blanc Sdelon
- L ’échourie (Urdazuri)
- Barachois (Barratxoa)
- Île aux Basques

Drugi mogući toponim vezan za baskijski bio bi "Ochelaga". Tako su Indijanci Huroni nazivali Montreal. Neki stručnjaci su opisali "Ochelaga" kao primjer povezanosti između Baska i američkih Indijanaca, te da je "laga"  vjerojatno baskijski sufiks.

## Vanjske poveznice
- http://buber.net/Basque/?p=1178
- http://www.jauzarrea.com/en/basque-algonquin-pidgin-saint-lawrence-estuary